# Serba Jadi (Darul Makmur)
Serba Jadi is een bestuurslaag in het regentschap Nagan Raya van de provincie Atjeh, Indonesië. Serba Jadi telt 2237 inwoners (volkstelling 2010).